# 4-pyron
4-pyron (ook wel γ-pyron of pyran-4-on) is een onverzadigde organische verbinding met de formule C5H4O2. Het is een isomeer van 2-pyron.

## Synthese
4-pyron wordt bereid via de thermische decarboxylering van chelidonzuur.
4-pyron kan ook verkregen worden door cyclisatie van het diacetal van 3-keto-1,5-pentaandial onder zure omstandigheden (zwavelzuur in ethanol).
In het algemeen kunnen derivaten van 4-pyron door cyclisatie van 1,3,5-tricarbonylverbindungen gesynthetiseerd worden.

## Reacties
4-pyron, en derivaten ervan, reageren met amines in protische oplosmiddelen onder vorming van 4-pyridonen.

## Derivaten
4-pyron vormt het centrale deel van een aantal natuurstoffen waaronder maltol, kojinezuur en de belangrijke stofgroep van de flavonen.